# آلان مينارغ
آلان مينارغ (بالفرنسية: Alain Ménargues)‏ (وُلد في 1947) هو صحفي فرنسي والمُدير السابق لراديو فرنسا الدولي (RFI).

## مسيرته
كان مراسلًا لراديو فرنسا في الفترة ما بين 1982 حتى 1995، وكان مقره في القاهرة وبيروت. يعمل حاليًا صحفيًا مستقلًا وكاتبًا مقيمًا في السعودية منذ عام 2010. تتضمن كتبه: أسرار حرب لبنان من انقلاب بشير الجميل إلى حرب المخيمات الفلسطينية (صدر في عام 2004) وغيره من الكُتب.
عُيّن في يوليو 2004 رئيسًا للأخبار في راديو فرنسا الدولي.
حصل على عددٍ من الجوائز، ومنها جائزة بيير ميل في عام 1985 للتغطية في لبنان، وجائزة SCOOP في عام 1988 للتغطية في العالم العربي، وجائزة (Le prix Palestine-Mahmoud Hamchari)، وهي جائزة منحتها الجمعية الفرنسية العربية للتضامن.